# Tyukod
Tyukod là một làng thuộc hạt Szabolcs-Szatmár-Bereg, Hungary. Làng này có diện tích 62,22 km², dân số năm 2010 là 1881 người, mật độ 30 người/km².